# Carlos García Fermín
Carlos García Fermín (n. 1910) va ser un militant comunista espanyol.

## Biografia
Als 20 anys es va afiliar al Partit Comunista d'Espanya (PCE). Després de l'esclat de la Guerra civil es va unir a les forces republicanes, passant a formar part del comissariat polític de l'Exèrcit Popular de la República. Durant el transcurs de la contesa va arribar a exercir com a comissari de la 31a Brigada Mixta i la 3a Divisió, prenent part en la batalla de l'Ebre. En 1939, amb la derrota de la República, es va veure obligat a marxar a l'exili. Es va instal·lar en la Unió Soviètica.
En 1941, després de la invasió alemanya de l'URSS, seria evacuat a l'Àsia central i treballaria com a xofer del servei de bombers d'unes instal·lacions petrolíferes situades prop de les muntanyes Tian Shan. Al principi el comandament soviètic no va autoritzar els exiliats espanyols allistar-se per a anar al front. Passat un temps s'integraria en una unitat guerrillera composta per espanyols que va combatre els ocupants nazis en territoris d'Ucraïna, els Carpats, Bucovina i Romania.
Després de la guerra va continuar residint en la Unió Soviètica i va treballar com a intèrpret fins a 1980, i també fou president del Comitè de Veterans Espanyols.